# Bamba (Lied)
Bamba ist ein Lied des deutschen Rappers Luciano aus dem Jahr 2022, in Zusammenarbeit mit dem britischen Rapper Aitch und der US-amerikanischen Rapperin Bia.

## Entstehung und Veröffentlichung
Das Lied wurde von den Interpreten Harrison Armstrong (Aitch), Patrick Großmann (Luciano) und Bianca Landrau (Bia) selbst, zusammen mit den Koautoren Geenaro Frenken und Dennis Opoku (Ghana Beats), geschrieben. Letzte beiden zeichneten zudem auch für die Produktion verantwortlich.
Die Erstveröffentlichung von Bamba erfolgte als Single am 22. September 2022 bei Locosquad. Diese erschien als digitaler Einzeltrack zum Download und Streaming. Das Lied markiert die erste Zusammenarbeit zwischen allen Interpreten. Am 29. September desselben Jahres erschien das Lied als Teil von Lucianos sechsten Studioalbum Majestic, dessen siebte Singleauskopplung es ist.

## Inhalt
Der Liedtext zum Deutschraptitel Bamba ist multilingual in Deutsch, Englisch und Spanisch. Inhaltlich thematisiert das Lied unter anderem Erfolg und Reichtum.

## Musikvideo
Das dazugehörige Musikvideo entstand unter der Regie von Alyh und BenMarc und feierte seine Premiere einen Tag nach der Singleveröffentlichung auf der Videoplattform YouTube. Bis August 2025 zählte das Video über 102 Millionen Aufrufe auf der Videoplattform.

## Rezeption
Im Jahr 2022 gewann der Lied bei den Hiphop.de Awards in der Kategorie „Bester Song national“.

## Kommerzieller Erfolg

### Chartplatzierungen
Bamba avancierte zum Nummer-eins-Hit in Deutschland, Österreich und der Schweiz. Es ist nach Beautiful Girl (April 2022) das zweite Mal, dass sich eine Single von Luciano gleichzeitig an der Chartspitze aller D-A-CH-Staaten platzieren konnte.
| ChartsChartplatzierungen | Höchstplatzierung | Wochen |
| ------------------------ | ----------------- | ------ |
| Deutschland (GfK)        | 1 (50 Wo.)        | 50     |
| Österreich (Ö3)          | 1 (41 Wo.)        | 41     |
| Schweiz (IFPI)           | 1 (37 Wo.)        | 37     |

| ChartsJahrescharts (2022) | Platzierung |
| ------------------------- | ----------- |
| Deutschland (GfK)         | 37          |
| Österreich (Ö3)           | 37          |
| Schweiz (IFPI)            | 45          |

| ChartsJahrescharts (2023) | Platzierung |
| ------------------------- | ----------- |
| Deutschland (GfK)         | 22          |
| Österreich (Ö3)           | 28          |
| Schweiz (IFPI)            | 69          |

### Auszeichnungen für Musikverkäufe
| Land/Region        | Auszeichnungen für Musikverkäufe (Land/Region, Auszeichnung, Verkäufe) | Verkäufe |
| ------------------ | ---------------------------------------------------------------------- | -------- |
| Deutschland (BVMI) | Platin                                                                 | 400.000  |
| Österreich (IFPI)  | Platin                                                                 | 30.000   |
| Insgesamt          | 2× Platin ·                                                            | 430.000  |